# Demokratyczny Front na rzecz Zjednoczenia Ojczyzny
Demokratyczny Front na rzecz Zjednoczenia Ojczyzny (kor. 조국통일민주주의전선) – koalicja partii politycznych powstała w 1949 działająca w Korei Północnej. Największą partią w Demokratycznym Froncie na rzecz Zjednoczenia Ojczyzny była Partia Pracy Korei. Początkowo koalicja nosiła nazwę Zjednoczony Demokratyczny Front Patriotyczny. Rozwiązała się w 2024. 
Do Demokratycznego Frontu na rzecz Zjednoczenia Ojczyzny należały także Koreańska Partia Socjaldemokratyczna (51 mandatów) i Czundoistyczna Partia Czongu (21 mandatów). Prawie cała władza należała do Partii Pracy Korei. Pozostałe organizacje członkowskie obejmowały grupy społeczne i grupy młodzieżowe, takie jak Unia dla dzieci, Ligi Młodzieży Socjalistycznej Kim Ir Sena, Koreańska Demokratyczna Liga Kobiet. 
Wszyscy kandydaci na obieralne stanowiska musieli być członkami partii, byli wybierani przez nią. Na spotkaniach partyjnych zapadały decyzje, którzy kandydaci będą mianowani, a ich nazwiska mogły być na karcie do głosowania tylko za zgodą zgromadzenia.